# Convenció Panafricana Sankarista
La Convenció Panafricana Sankarista (Francès: Convention Panafricaine Sankariste) és un partit polític de Burkina Faso (antic Alt Volta). La CPS es va formar el 2000, a través de la fusió del Bloc Socialista Burkinès, el Partit de la Socialdemocràcia Unida i una fracció del Front de Forces Socials.
El partit és liderat per Ernest Nongma Ouédraogo, antic Ministre de Seguretat al govern de Thomas Sankara. A les eleccions legislatives del 5 de maig del 2002, el partit va guanyar el 2,6% del vot popular i 3 dels 111 escons.
El març de 2009 es va fusionar amb la Unió per al Renaixement/Moviment Sankarista i una part del Front de Forces Socials per formar la Unió per al Renaixement/Partit Sankarista.